# Vladimir Petković
Vladimir Petković (* 15. August 1963 in Sarajevo, SFR Jugoslawien) ist ein ehemaliger jugoslawischer Fussballspieler und heutiger -trainer. Petković ist kroatisch-schweizerischer Doppelbürger. Er hat von 2014 bis Sommer 2021 die Schweizer Nationalmannschaft trainiert und wechselte anschliessend als Cheftrainer zu Girondins Bordeaux in der französischen Ligue 1. Nach seiner Entlassung und einer zweijährigen Pause unterschrieb er 2024 einen Vertrag als Nationaltrainer Algeriens.

## Karriere als Spieler
Als Spieler stand der bosnische Kroate Petković beim FK Sarajevo unter Vertrag. Ab 1987 spielte er bei diversen Clubs in der Schweiz, unter anderem beim FC Sion und bei der AC Bellinzona. 1999 beendete er beim SC Buochs seine aktive Laufbahn und wurde Trainer.

## Laufbahn als Trainer
Als Trainer betreute er die Tessiner Clubs Malcantone Agno und AC Bellinzona. Letzteren führte er in der Saison 2007/08 in den Schweizer Cupfinal und stieg in die höchste Schweizer Spielklasse auf. Vom 10. August 2008 bis zum 8. Mai 2011 war er Cheftrainer des BSC Young Boys. Nachdem YB sowohl in der UEFA Europa League sowie auch im Schweizer Cup und zuletzt im Titelrennen um die Schweizer Meisterschaft vorzeitig ausgeschieden war, wurde Petković im Mai 2011 freigestellt.
Im Juni 2011 unterschrieb er einen Zweijahresvertrag beim Aufsteiger in die türkische Süper Lig, Samsunspor. Dort wurde er am 23. Januar 2012 wegen Erfolglosigkeit entlassen. Im Mai 2012 unterzeichnete Petković einen Jahresvertrag als Chefcoach beim FC Sion mit einer Option auf ein weiteres Jahr. Zur Saison 2012/13 wechselte Petković zum italienischen Erstligisten Lazio Rom, bei dem er einen Zweijahresvertrag erhielt. Nachdem er in der ersten Saison mit Lazio Rom den italienischen Cup gewonnen hatte, wurde sein Vertrag vorzeitig bis zum 30. Juni 2015 verlängert.

### Schweizer Nationalmannschaft
Trotz laufendem Vertrag mit Lazio Rom verhandelte Petković im Herbst 2013 im Geheimen mit dem Schweizerischen Fussballverband über ein Engagement nach dem Ende seiner vertraglichen Laufzeit mit Lazio. Als dies den italienischen Verantwortlichen bekannt wurde, wurde er am 4. Januar 2014 von Lazio entlassen.
Nach der Fussball-Weltmeisterschaft 2014 übernahm Petković die Schweizer Fussballnationalmannschaft als Nachfolger von Ottmar Hitzfeld. Er unterschrieb einen Vertrag bis Ende 2015. Da sich die Schweiz zu diesem Zeitpunkt für die UEFA Euro 2016 qualifiziert hatte, verlängerte sich der Vertrag bis nach der Endrunde. Im August 2017 verlängerte der Schweizerische Fussballverband den laufenden Vertrag vorzeitig bis 2020. Sein Vertrag war bis Ende des Jahres 2021 gültig mit automatischer Verlängerung um ein Jahr, falls sich die Schweiz für die WM 2022 in Katar qualifizierte.
Seit dem 2. Juli 2021 ist Petković mit 78 Spielen der Schweizer Nationaltrainer mit den meisten Spielen. An diesem Tag löste er Karl Rappan (77 Spiele in vier Perioden) im Viertelfinal im Rahmen der EURO 2020 gegen die spanische Nationalmannschaft als Rekordhalter ab. Nach der EM löste er seinen Vertrag mit dem Schweizer Verband auf und wurde neuer Trainer bei Girondins Bordeaux. Sein Nachfolger wurde Murat Yakin. Bei Girondins wurde er wiederum nach einer 0:5-Niederlage bei Stade Reims und einer sportlichen Talfahrt als derzeitiger Tabellen-Vorletzter entlassen.

## Persönliches
Petković ist kroatisch-schweizerischer Doppelbürger. Nach anderen Angaben besitzt er auch die Staatsbürgerschaft von Bosnien und Herzegowina. Er spricht neben seiner Muttersprache Kroatisch auch Deutsch, Italienisch und Französisch.
Petković kam mit 24 Jahren in die Schweiz, wo er zunächst Rechtswissenschaften studierte. Neben seinem ersten Trainerjob bei der AC Bellinzona war er hauptsächlich bei Caritas Tessin als Sozialarbeiter tätig und betreute Arbeitslose sowie alkohol- und drogenabhängige Menschen. Er ist seit 1987 verheiratet, Vater von zwei Töchtern und wohnt im Tessin.

## Erfolge
- Italienischer Cupsieger: 2012/13